# グアダルーペ島

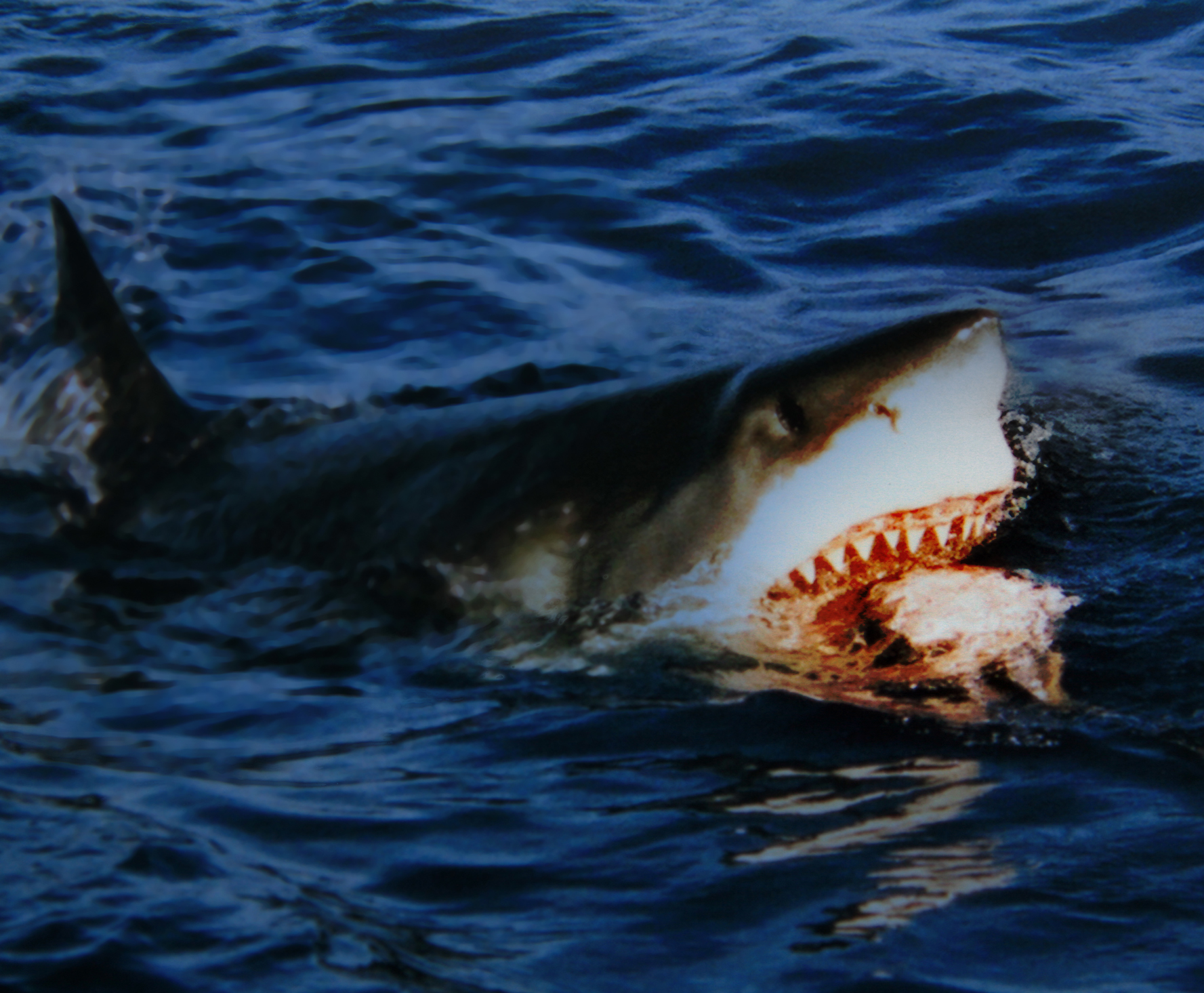
グアダルーペ島のホホジロザメ

グアダルーペ島 （Isla Guadalupe）は、メキシコの島。別名『シャークアイランド』とも呼ばれるホホジロザメの有名な生息地。太平洋に浮かぶ火山性の島で、バハ・カリフォルニア半島から241km西に位置する。19世紀初頭、ロシアの捕鯨業者らによって発見された。2005年時点の人口は25人で、島内には漁業基地が点在する。島は現在自然保護区となっている。

## 生物
グアダルーペ島には、以下の固有種、固有亜種が生息している。人間の密猟や、山羊の食害により絶滅、絶滅寸前の種もある。
- グアダルーペカラカラ：絶滅種（EX）
- グアダループウミツバメ：絶滅寸前種（CR）
- グアダルーペユキヒメドリ（w:Guadalupe Junco）：絶滅寸前種（CR）